# L'Hôtellerie
L'Hôtellerie é uma comuna francesa na região administrativa da Normandia, no departamento Calvados. Estende-se por uma área de 5,71 km². Em 2010 a comuna tinha 321 habitantes (densidade: 56,2 hab./km²).